# Murad İbadullayev
Murad İbadullayev (ur. 6 kwietnia 1992) – azerski lekkoatleta specjalizujący się w trójskoku.
Odpadał w eliminacjach na mistrzostwach świata juniorów młodszych w 2009 oraz podczas mistrzostw świata juniorów w 2010. Pierwszy znaczący sukces międzynarodowy odniósł w 2011 kiedy to w Tallinnie został wicemistrzem Europy juniorów. Stawał na podium mistrzostw Azerbejdżanu. 
Rekordy życiowe: stadion – 16,59 (16 czerwca 2012, Baku); hala – 16,12 (12 stycznia 2012, Baku i 3 lutego 2013, Baku). 

## Osiągnięcia
| Rok  | Impreza                                    | Miejsce          | Lokata            | Wynik |
| ---- | ------------------------------------------ | ---------------- | ----------------- | ----- |
| 2009 | Mistrzostwa świata juniorów młodszych      | Tyrol Południowy | el. – 21. miejsce | 14,28 |
| 2009 | Letni olimpijski festiwal młodzieży Europy | Tampere          | 10. miejsce       | 14,28 |
| 2010 | Mistrzostwa świata juniorów                | Moncton          | el. – 25. miejsce | 14,74 |
| 2011 | Mistrzostwa Europy juniorów                | Tallinn          | 2. miejsce        | 16,25 |
| 2013 | Młodzieżowe mistrzostwa Europy             | Tampere          | el. – 20. miejsce | 15,30 |
| 2013 | Igrzyska solidarności islamskiej           | Palembang        | 5. miejsce        | 15,69 |